# 花被
花被（perianth）是花萼和花冠的总称；為花部（flower parts）四輪構造的最外兩輪，位於雄蕊和雌蕊的外圍，不具繁殖能力，但具有特殊功能的葉狀構造。花被的兩大功能是：保護發育中的花部組織、及協助授粉（作為引誘昆蟲來為花傳粉和保護昆蟲傳粉採蜜的工具）。花被由花的頂端分生組織生成，有些植物的花被有可能退化 (如很小型的花、退化的花等)。
一般來說，花被能區分出花萼及花冠部分；若花萼與花冠幾近相似或完全相同而無法區分，這時花被的單一構造會稱為 花被片（tepal），例如樟科、百合科。儘管花被片多為葉狀，但少數種類植物的花被也可能特化成不同形態。

## 花被排列
花被的排列方式，意即花被各片之間相對的位置關係。花被的排列有螺旋狀（spiral）和輪狀（whorled）兩大類，前者比較原始。在某些木蘭屬及蓮花的分類群，花被即呈螺旋狀排列。

## 花被輪數
根據花被的輪數及各種不同構造或排列，可以分為：
1. 兩被花（重被花）—— 花被片二輪以上，且具有明顯區別的花萼和花冠，例如桃、紫荊等；
2. 同被花 —— 花被片二輪以上，但不能明確區分花萼和花冠，兩者外形及色澤近乎或完全一樣；
3. 單被花 —— 花被片只有一輪，花萼和花冠合而為一，兩者無法區別（只有花萼、只有花冠、花萼花冠不分化）；
  - 萼狀花被：單被花的花被綠色，類似花萼，例如大麻；
  - 冠狀花被：單被花的花被彩色，類似花冠，例如蕎麥；
4. 無被花 —— 沒有花萼和花冠，一般都是風媒花，如柳樹、小麥等。

## 花被基數
基數(merism)指的是每一輪花被由幾個花被片 (或花瓣、萼片) 構成。有時，兩輪花被片的基數相同，有5枚花瓣及5枚萼片，稱為等數花 (isomerous)；若兩輪花被片基數不相同，例如5枚花瓣及4枚萼片，則稱為異數花 (anisomerous)。花被基數不論合辦花或離辦花都可以此描述。

## 花被癒合
花被癒合 (perianth fusion) 用以形容同一輪的花被片是否癒合。
|        | 花瓣               | 花萼                                         | 花被                                       |
| ------ | ------------------ | -------------------------------------------- | ------------------------------------------ |
| 不癒合 | 離瓣 (apopetalous) | 離萼 (aposepalous)                           | 離被 (apotepalous)                         |
| 癒合   | 合瓣 (synpetalous) | 合生萼 (symsepalous)，中文通常直接描述為花萼 | 合被 (syntepalous)，中文通常直接描述為花被 |

如果是合瓣花或合萼，可能會使花被發育成管狀或杯狀，此時若要特指單一個花瓣或萼片單元，會稱呼為花冠裂片、花萼裂片。

## 資料來源
- Simpson, Michael G. (2010) Plant Systematics 2nd ed. MA, USA. ISBN: 978-0-12-374380-0